# The Sims 3: Into the Future
The Sims 3: Into the Future è la undicesima ed ultima espansione per il videogioco di simulazione di vita The Sims 3 sviluppata da Maxis e Electronic Arts. È stata pubblicata negli Stati Uniti il 22 ottobre 2013 e in Europa il 24 ottobre. L'espansione è stata anticipata durante un evento l'8 gennaio 2013 senza confermarne il titolo definitivo.

## Modalità di gioco
In questa nuova espansione, i Sim possono andare in un futuro ambientato centinaia di anni dopo il mondo di The Sims 3 attraverso un varco spazio-temporale. Il nuovo mondo è costituito da palazzi futuristici, macchine volanti e nuovi oggetti. Nel futuro potranno incontrare anche i loro discendenti e le azioni commesse nel passato influenzeranno il futuro nel quale viaggeranno. Sono presenti nuove creature, i Plumbots, che hanno emozioni come i Sim e che sono al servizio di questi. 

## Una missione per i Sim
Per un lieto fine al mondo di The Sims 3, il futuro dipenderà dai Sim! Infatti il futuro base è quello in cui andranno i Sim, ma ce ne sono altri due tipi, ovvero quello malvagio e quello paradisiaco. Il futuro malvagio è pieno di inquinamento, strane creature, meteoriti e molti altri pericoli. Se il vostro Sim desidera però dare ai suoi simili questo futuro, dovrà convincere i cittadini della sua città attuale che il mondo sta per finire. Il modo per mettere in atto il piano è attirare una pioggia di meteoriti con una calamita gigante. Allora i Sim non penseranno più al futuro e attraversando nuovamente il varco, il Sim artefice del tutto potrà accorgersi dei danni provocati. Ma questo tipo di futuro potrebbe non piacere agli altri Sim della vostra unità familiare. Il loro compito sarà spargere ilarità per tutto il paese, registrando i loro tipi d'ilarità, questi serviranno per produrre una rugiada che renderà felici tutti i Sim della città. La rugiada dovrà essere sparsa nell'atmosfera dalla Base Militare, solo così i Sim potranno cambiare idea e si occuperanno più che mai di uno splendido futuro. Così i vostri eroi potranno riattraversare il varco temporale, notando che Oasis Landing è diventata una città splendida, anche di più della base.